# Ingouville
Ingouville (auch: Ingouville-sur-Mer) ist eine französische Gemeinde im Département Seine-Maritime in der Region Normandie. Sie hat 277 Einwohner (Stand: 1. Januar 2022) und gehört zum Kanton Saint-Valery-en-Caux und zum Arrondissement Dieppe.

## Geografie
Ingouville liegt etwa 29 Kilometer westsüdwestlich von Dieppe an der Alabasterküste. Umgeben wird Ingouville von den Nachbargemeinden Saint-Valery-en-Caux im Osten, Néville im Süden und Südosten, Saint-Riquier-ès-Plaines im Südwesten sowie Saint-Sylvain im Westen.

## Bevölkerungsentwicklung
| Jahr                      | 1962 | 1968 | 1975 | 1982 | 1990 | 1999 | 2006 | 2013 |
| Einwohner                 | 349  | 301  | 225  | 221  | 266  | 261  | 268  | 242  |
| Quelle: Cassini und INSEE |      |      |      |      |      |      |      |      |

## Sehenswürdigkeiten
- Kirche Notre-Dame aus dem 12. Jahrhundert

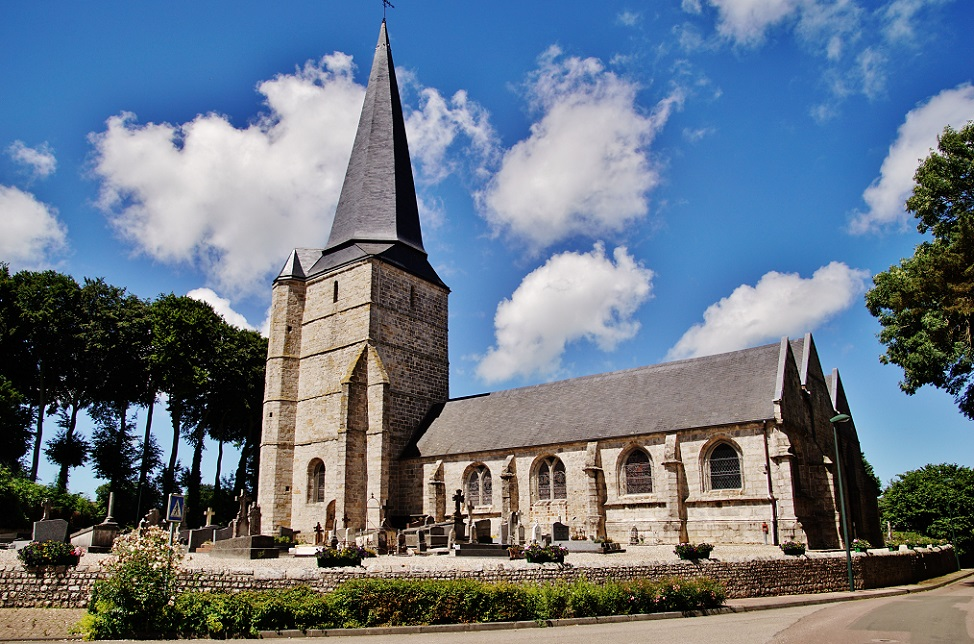
Kirche Notre-Dame

- Schloss aus dem 19. Jahrhundert

## Söhne und Töchter der Gemeinde
- Adolphe Maugendre (1809–1895), Landschaftsmaler, Zeichner und Lithograf